# Fritz Witt
Fritz Witt, född 27 maj 1908 i Hohenlimburg, död 14 juni 1944 i Venoix, var en tysk SS-Brigadeführer och generalmajor i Waffen-SS.

## Biografi
Witt arbetade i en textilfirma och när han i juni 1931 blev arbetslös inträdde han i Nationalsocialistiska tyska arbetarepartiet (NSDAP) och blev därtill Anwärter i Waffen-SS.
Witt deltog i Polenfälttåget 1939 och dekorerades med Järnkorset av andra och första klassen. Med 1. SS-Panzer-Division "Leibstandarte SS Adolf Hitler" stred han på Balkan och i samband med Operation Barbarossa. I juni 1943 utsågs Witt till befälhavare för den nybildade 12. SS-Panzer-Division "Hitlerjugend". Den 20 april 1944 befordrades han till Brigadeführer, den lägsta generalsgraden, blott 35 år gammal. Endast Adolf Galland var yngre när han befordrades till generalmajor i Luftwaffe.
I juni 1944 kommenderades Witts division att möta de allierades invasion i Normandie, som hade inletts den 6 juni 1944. Kort därefter stupade Witt i Venoix i närheten av Caen.

### Webbkällor
- Miller, Michael D.; Collins, Gareth. ”SS-Brigadeführer und Generalmajor der Polizei (T–Z)” (på engelska). Axis Biographical Research. Arkiverad från originalet den 1 maj 2014. https://archive.today/20140501220828/http://www.geocities.com/~orion47/SS-POLIZEI/SS-Brigf_T-Z.html. Läst 1 maj 2014.